# Климшино
Кли́мшино (рос. Климшино) — присілок у складі Нюксенського району Вологодської області, Росія. Входить до складу Городищенського сільського поселення.

## Населення
Населення — 21 особа (2010; 20 у 2002).
Національний склад (станом на 2002 рік):
- росіяни — 95 %